# Martín Bengoa
Pour les articles homonymes, voir Bengoa.
Martín Bengoa, né le 21 novembre 1994 à Otxandio (Espagne), est un footballeur espagnol évoluant dans le club du Moghreb de Tetouan. Il joue au poste de milieu de terrain.

## Biographie
Né à Otxandio, Bengoa rejoint l'académie de l'Athletic Bilbao en 2008 à l'âge de treize ans. Il fait ses débuts professionnels lors de la saison 2012/2013 en Segunda B (D3).
Le 26 mai 2014, il est promu en deuxième division espagnole, et dispute 28 matchs avec les professionnels. Il marque au total quatre buts. Il termine la saison en étant relégué.
En mai 2017, son contrat à l'Athletic Bilbao expire, et il est contraint de quitter le club. Il finit par signer librement au Deportivo La Corogne. Il évolue pendant une saison avec l'équipe B, évoluant en D3 espagnole. En 2018, il signe librement dans le club amateur du SD Leioa.
Le 19 décembre 2018, il signe au Chabab Rif Al Hoceima pour une demie saison. Six mois plus tard, il reçoit un contrat de deux ans au Moghreb Athlétic de Tétouan.

## Palmarès
Athletic Bilbao B
- Championnat d'Espagne D3 (0) :
  - Deuxième du Groupe B : 2014-15.